# پوزریتس
پوزریتس (به آلمانی: Poseritz) یک شهر در آلمان است که در فرپومرن-روگن واقع شده‌است. پوزریتس ۱٬۱۵۴ نفر جمعیت دارد.